# P.Y.T.
「P.Y.T.」（原題：P.Y.T. (Pretty Young Thing)）は、1983年にマイケル・ジャクソンが発表した楽曲、及び同曲を収録したシングル。1982年のアルバム『スリラー』からの第6弾シングルである。

## 解説
プロデューサーのクインシー・ジョーンズと、1983年にクインシーのバックアップによりソロ・デビューを果たす歌手ジェームス・イングラムの共作による。バック・コーラスにはジェームスの他、マイケルの姉のラトーヤ・ジャクソン、妹のジャネット・ジャクソンも参加した。
2004年の『アルティメット・コレクション』にはこの曲のデモバージョンが収録されているが、メロディも歌詞も全く違うものである。2007年の『スリラー 25周年記念盤』でウィル・アイ・アムのリミックスとして使用されたのはこのデモバージョンの方であった。
2010年には、クインシーが手掛けた数々の曲を新たなアレンジでレコーディングしたアルバム『Q : SOUL BOSSA NOSTRA』に、T-ペインとロビン・シックをフィーチャーしたリメイクで収録された。

## 収録曲
45 RPM
A-side
1. "P.Y.T (Pretty Young Thing)" – 3:59

B-side
1. "Working Day and Night" (live—Jacksons) – 4:26

Disco single
A-side
1. "P.Y.T (Pretty Young Thing)" – 3:59

B-side
1. "This Place Hotel" – 4:41
2. "Thriller" (instrumental) – 5:56

## 公式バージョン
- Album version – 3:59
- Demo version – 3:47
- 2008 remix with will.i.am – 4:21

## チャート

### ウィークリー・チャート
| チャート (1983–1984)                            | 最高 順位 |
| ----------------------------------------------- | --------- |
| オーストラリア (ケント・ミュージック・レポート) | 40        |
| ベルギー (Ultratop 50 Flanders)                 | 6         |
| カナダ アダルト・コンテンポラリー (RPM)         | 13        |
| カナダ トップシングルス (RPM)                   | 17        |
| オランダ (Dutch Top 40)                         | 13        |
| オランダ (Single Top 100)                       | 14        |
| アイルランド (IRMA)                             | 4         |
| UK シングルス (OCC)                             | 11        |
| アメリカ / ビルボード Adult Contemporary        | 37        |
| アメリカ Billboard Hot 100                      | 10        |
| アメリカ / ビルボード Hot Black Singles         | 46        |
| アメリカ キャッシュボックス                     | 15        |
| 西ドイツ (GfK Entertainment charts)             | 51        |

| チャート (2009)                            | 最高 順位 |
| ------------------------------------------ | --------- |
| ベルギー (Back Catalogue Singles Flanders) | 26        |
| カナダ (en:Hot Canadian Digital Singles)   | 48        |
| オランダ (Single Top 100)                  | 68        |
| スイス (Schweizer Hitparade)               | 92        |
| イギリス (OCC)                             | 98        |
| アメリカ / ビルボード Hot Digital Songs    | 14        |

| チャート (1983)             | 順位 |
| --------------------------- | ---- |
| アメリカ キャッシュボックス | 96   |

| 順位                            |    |
| ------------------------------- | -- |
| ベルギー (Ultratop 50 Flanders) | 65 |

## 認定
| 国/地域                          | 認定        | 認定/売上数 |
| -------------------------------- | ----------- | ----------- |
| カナダ (Music Canada)            | 2× プラチナ | 0           |
| デンマーク (IFPI Danmark)        | ゴールド    | 0           |
| メキシコ (AMPROFON)              | ゴールド    | 0           |
| イギリス (BPI)                   | プラチナ    | 0           |
| アメリカ合衆国 (RIAA)            | 4× プラチナ | 0           |
| 認定のみに基づく売上数と再生回数 |             |             |

## カバー
- 2002: 『アメリカン・アイドル』の準優勝者ジャスティン・グアリーニは第1シーズンでこの曲を歌った[22]。

- 2007: ジャスティスの「D.A.N.C.E.」の歌詞は「P.Y.T.」に関連しており、マイケルへのオマージュだと語った[23][24]。
- 2011: 『glee/グリー』のエピソード『バレンタインに贈るラヴ・ソング』でこの曲が取り上げられた[25]。
- 2012: ザ・ウッド・ブラザーズ（英語版）はThe A.V.クラブのアンダーカヴァー・シリーズのためにこの曲のカバーを披露した[26]。
- 2017: DJのジョン・ギボンズはこの曲をカバーしてリミックスした[27]、ギボンズのバージョンはイギリスのダンスチャートで12位[28] 、インディー・シングルチャートで1位[29]、スコットランドのチャートで22位を記録した[30]。

## サンプル
- 2002: モニカは自身の曲「オール・アイズ・オン・ミー」に「P.Y.T.」を使用した[31][32]、プロデューサーのロドニー・ジャーキンスは「彼が最終的にアルバムで採用しなかったヴォーカル・テイクを使った。彼は我々が我々が聴いたことのないこの曲のヴォーカルやアドリブ素材を多く持っており、その中から選んだ」と語った[31] 。マイケルは長年自身のファンであるモニカにオリジナルのマスターを手渡しした[33][34]。
- 2003: 「P.Y.T.」のコーラスがメンフィス・ブリークの「アイ・ウォナ・ラヴ・ユー」に使用された、この曲はドネル・ジョーンズが歌っており、メンフィスのアルバム『M.A.D.E.』に収録された[31][35]。
- 2007: カニエ・ウェストは自身の曲「グッド・ライフ」に「P.Y.T.」を使用した。カニエのアルバム『グラデュエーション』から3枚目のシングルとして発売[36]。
- 2023: DJキャレドが自身の曲「サポースド・トゥ・ビー・ラヴド」に「P.Y.T.」を使用した。